# New Yorks guvernör
New Yorks guvernör (engelska: Governor of New York) leder den verkställande grenen av delstaten New Yorks delstatsstyre. Guvernörens roll inom delstaten motsvarar i stora drag presidentens roll i den federala statsmakten.
Guvernören är folkvald av delstatens invånare och mandatperioden är 4 år med obegränsat antal omval möjliga.
Det officiella residenset är New York State Executive Mansion i Albany, New York.

## Roll
Guvernören är chef för hela den verkställande grenen av New Yorks delstatsstyre. Ämbetet regleras i delstatens konstitution. Den verkställande grenen av delstatsstyret består av högst 20 departement och Executive Department är namnet på det departement som leds av guvernören.
Det är guvernörens skyldighet att upprätthålla delstatens lagstiftning och ämbetsinnehavaren har befogenhet att underteckna eller lägga in veto mot lagförslag som antagits av New Yorks lagstiftande församling samt att sammankalla denna. Guvernören kan benåda fångar som dömts av delstatens domstolar.
Vidare har guvernören rollen som högste befälhavare över New Yorks nationalgarde (med dess arménationalgarde och flygnationalgarde när de är i delstatlig tjänst) samt för dess helt egna styrkor (New York Guard och New York Naval Militia).

## Valbarhet
Enligt delstatskonstitutionen måste guvernören vara vid minst 30 års ålder, amerikansk medborgare samt boende i delstaten minst fem år innan tillträdet.

## Guvernörer från 1777 till nutid

Guvernörens sigill.

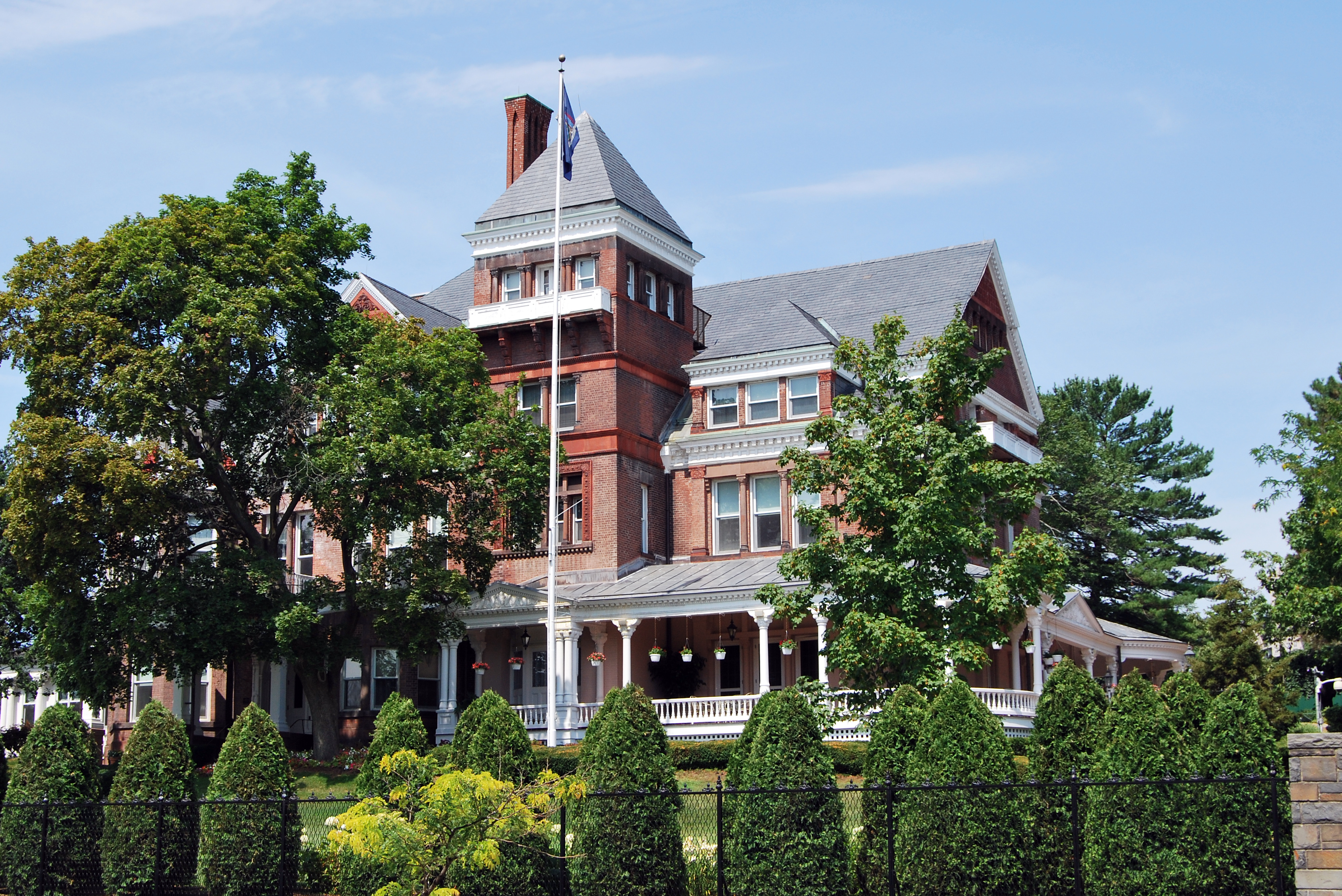
New York State Executive Mansion i Albany, New York.

| Nummer | Porträtt | Namn (levnad)                     | Parti               | Ämbetsperiod började | Ämbetsperiod slutade | Notering                                   |
| ------ | -------- | --------------------------------- | ------------------- | -------------------- | -------------------- | ------------------------------------------ |
| 1.     |          | George Clinton (1739-1812)        | Demokrat-republikan | 1777                 | 1795                 | [ 5 ]                                      |
| 2.     |          | John Jay (1745-1829)              | Federalist          | 1795                 | 1801                 | [ 5 ]                                      |
| 1.     |          | George Clinton (1739-1812)        | Demokrat-republikan | 1801                 | 1804                 | [ 5 ]                                      |
| 3.     |          | Morgan Lewis (1754-1844)          | Demokrat-republikan | 1804                 | 1807                 | [ 5 ]                                      |
| 4.     |          | Daniel D. Tompkins (1774-1825)    | Demokrat-republikan | 1807                 | 1817                 | [ 5 ]                                      |
| 5.     |          | John Tayler (1742-1829)           | Demokrat-republikan | 1817                 | 1817                 | [ 5 ]                                      |
| 6.     |          | DeWitt Clinton (1769-1828)        | Demokrat-republikan | 1817                 | 1822                 | [ 5 ]                                      |
| 7.     |          | Joseph C. Yates (1768-1837)       | Demokrat-republikan | 1823                 | 1824                 | [ 5 ]                                      |
| 6.     |          | DeWitt Clinton (1769-1828)        | Clintonrepublikan   | 1825                 | 1828                 | [ 5 ]                                      |
| 8.     |          | Nathaniel Pitcher (1777-1836)     | Demokrat-republikan | 1828                 | 1828                 | [ 5 ]                                      |
| 9.     |          | Martin Van Buren (1782-1872)      | Demokrat            | 1829                 | 1829                 | [ 5 ]                                      |
| 10.    |          | Enos T. Throop (1784-1874)        | Demokrat            | 1829                 | 1832                 | [ 5 ]                                      |
| 11.    |          | William L. Marcy (1786-1857)      | Demokrat            | 1833                 | 1838                 | [ 5 ]                                      |
| 12.    |          | William H. Seward (1801-1872)     | Whigpartiet         | 1839                 | 1842                 | [ 5 ]                                      |
| 13.    |          | William C. Bouck (1786-1859)      | Demokrat            | 1843                 | 1844                 | [ 5 ]                                      |
| 14.    |          | Silas Wright (1795-1847)          | Demokrat            | 1845                 | 1846                 | [ 5 ]                                      |
| 15.    |          | John Young (1802-1852)            | Whig                | 1847                 | 1848                 | [ 5 ]                                      |
| 16.    |          | Hamilton Fish (1808-1893)         | Whig                | 1849                 | 1850                 | [ 5 ]                                      |
| 17.    |          | Washington Hunt (1811-1867)       | Whig                | 1851                 | 1852                 | [ 5 ]                                      |
| 18.    |          | Horatio Seymour (1810-1886)       | Demokrat            | 1853                 | 1854                 | [ 5 ]                                      |
| 19.    |          | Myron H. Clark (1806-1892)        | Republikan          | 1855                 | 1856                 | [ 5 ]                                      |
| 20.    |          | John Alsop King (1788-1867)       | Republikan          | 1857                 | 1858                 | [ 5 ]                                      |
| 21.    |          | Edwin D. Morgan (1811-1883)       | Republikan          | 1859                 | 1862                 | [ 5 ]                                      |
| 18.    |          | Horatio Seymour (1810-1886)       | Demokrat            | 1863                 | 1864                 | [ 5 ]                                      |
| 22.    |          | Reuben Fenton (1819-1885)         | Republikan          | 1865                 | 1868                 | [ 5 ]                                      |
| 23.    |          | John T. Hoffman (1828-1888)       | Demokrat            | 1869                 | 1872                 | [ 5 ]                                      |
| 24.    |          | John Adams Dix (1798-1879)        | Republikan          | 1873                 | 1874                 | [ 5 ]                                      |
| 25.    |          | Samuel J. Tilden (1814-1886)      | Demokrat            | 1875                 | 1876                 | [ 5 ]                                      |
| 26.    |          | Lucius Robinson (1810-1891)       | Demokrat            | 1877                 | 1879                 | [ 5 ]                                      |
| 27.    |          | Alonzo B. Cornell (1832-1904)     | Republikan          | 1880                 | 1882                 | [ 5 ]                                      |
| 28.    |          | Grover Cleveland (1837-1908)      | Demokrat            | 1883                 | 1884                 | [ 5 ]                                      |
| 29.    |          | David B. Hill (1843-1910)         | Demokrat            | 1885                 | 1891                 | [ 5 ]                                      |
| 30.    |          | Roswell P. Flower (1835-1899)     | Demokrat            | 1892                 | 1894                 | [ 5 ]                                      |
| 31.    |          | Levi P. Morton (1824-1920)        | Republikan          | 1895                 | 1896                 | [ 5 ]                                      |
| 32.    |          | Frank S. Black (1853-1913)        | Republikan          | 1897                 | 1898                 | [ 5 ]                                      |
| 33.    |          | Theodore Roosevelt (1858-1919)    | Republikan          | 1899                 | 1900                 | [ 5 ]                                      |
| 34.    |          | Benjamin Barker Odell (1854-1926) | Republikan          | 1901                 | 1904                 | [ 5 ]                                      |
| 35.    |          | Frank W. Higgins (1856-1907)      | Republikan          | 1905                 | 1906                 | [ 5 ]                                      |
| 36.    |          | Charles Evans Hughes (1862-1948)  | Republikan          | 1907                 | 1910                 | [ 5 ]                                      |
| 37.    |          | Horace White (1865-1943)          | Republikan          | 1910                 | 1910                 | [ 5 ]                                      |
| 38.    |          | John Alden Dix (1860-1928)        | Demokrat            | 1911                 | 1912                 | [ 5 ]                                      |
| 39.    |          | William Sulzer (1863-1941)        | Demokrat            | 1913                 | 1913                 | [ 5 ]                                      |
| 40.    |          | Martin H. Glynn (1871-1924)       | Demokrat            | 1913                 | 1914                 | [ 5 ]                                      |
| 41.    |          | Charles S. Whitman (1868-1947)    | Republikan          | 1915                 | 1918                 | [ 5 ]                                      |
| 42.    |          | Al Smith (1873-1944)              | Demokrat            | 1919                 | 1920                 | [ 5 ]                                      |
| 43.    |          | Nathan Lewis Miller (1868-1953)   | Republikan          | 1921                 | 1922                 | [ 5 ]                                      |
| 42.    |          | Al Smith (1873-1944)              | Demokrat            | 1923                 | 1928                 | [ 5 ]                                      |
| 44.    |          | Franklin D. Roosevelt (1882-1945) | Demokrat            | 1929                 | 1932                 | [ 5 ]                                      |
| 45.    |          | Herbert H. Lehman (1878-1963)     | Demokrat            | 1933                 | 1942                 | [ 5 ]                                      |
| 46.    |          | Charles Poletti (1903-2002)       | Demokrat            | 1942                 | 1942                 | [ 5 ]                                      |
| 47.    |          | Thomas Dewey (1902-1971)          | Republikan          | 1943                 | 1954                 | [ 5 ]                                      |
| 48.    |          | W. Averell Harriman (1891-1986)   | Demokrat            | 1955                 | 1958                 | [ 5 ]                                      |
| 49.    |          | Nelson Rockefeller (1908-1979)    | Republikan          | 1959                 | 1973                 | [ 5 ]                                      |
| 50.    |          | Malcolm Wilson (1914-2000)        | Republikan          | 1973                 | 1974                 | [ 5 ]                                      |
| 51.    |          | Hugh Carey (1919-2011)            | Demokrat            | 1975                 | 1982                 | [ 5 ]                                      |
| 52.    |          | Mario Cuomo (1932-2015)           | Demokrat            | 1983                 | 1995                 | [ 5 ]                                      |
| 53.    |          | George Pataki (född 1945)         | Republikan          | 1995                 | 2006                 | [ 5 ]                                      |
| 54.    |          | Eliot Spitzer (född 1959)         | Demokrat            | 2007                 | 2008                 | [ 5 ]                                      |
| 55.    |          | David Paterson (född 1954)        | Demokrat            | 2008                 | 2010                 | [ 5 ]                                      |
| 56.    |          | Andrew Cuomo (född 1957)          | Demokrat            | 2011                 | 2021                 | Son till 52:e guvernören. Avgick i förtid. |
| 57.    |          | Kathy Hochul (född 1958)          | Demokrat            | 24 augusti 2021      | sittande             | New Yorks viceguvernör 2015–(2021)         |